# Sonocromatismo
El sonocromatismo o la sonocromatopsia (sono- latín: sonido, chromat griego: color + -opsia griego: condición visual) es un término que Neil Harbisson utiliza para definir su nueva condición. Harbisson explica que "acromatopsia" ya no puede definir su condición, porque los acromatópsicos no pueden percibir ni distinguir los colores. También explica que "sinestesia" no define con precisión su estado porque en la sinestesia la relación entre el color y el sonido varía dependiendo de cada persona, mientras que la sonocromatopsia es un extra sentido que relaciona el color y el sonido de forma objetiva.

## Escalas Sonocromáticas de Harbisson
La Escala Sonocromática Musical de Harbisson (2003) es una escala microtonal y logarítmica de 360 notas dentro de una octava, cada nota corresponde a un grado específico del círculo cromático. La escala se introdujo en el primer eyeborg en 2004.
La Escala Sonocromática Pura de Harbisson (2005) es una escala no logarítmica basada en la transposición de frecuencias de luz a frecuencias de sonido. La escala descarta el color como círculo cromático e ignora la percepción logarítmica musical para poder así traspasar los límites de la percepción humana.